# Musikjahr 1937
Liste der Musikjahre

◄◄ | ◄ | 1933 | 1934 | 1935 | 1936 | Musikjahr 1937 | 1938 | 1939 | 1940 | 1941 | ► | ►►

Weitere Ereignisse · Country-Musik
Dieser Artikel behandelt das Musikjahr 1937.

## Ereignisse

### Uraufführungen klassischer Werke
- 24. Februar: Die Oper Lucrezia von Ottorino Respighi hat nach seinem Tod und nach der Vollendung durch seine Frau in Mailand ihre Uraufführung.
- 02. März: Die Oper Massimilla Doni von Othmar Schoeck nach der gleichnamigen Novelle von Honoré de Balzac wird an der Staatsoper in Dresden uraufgeführt.
- 10. März: Die Uraufführung des musikalischen Dramas L’Aiglon von Arthur Honegger und Jacques Ibert findet in Monte Carlo statt.
- 20. März: In Baden-Baden wird im Rahmen des Musikfests der Internationalen Gesellschaft für Neue Musik das Ballett Die Kirmes von Delft von Sonja Korty (Choreografie und Libretto) nach der Musik von Hermann Reutter uraufgeführt.
- 25. März: Der „musikalische Fußballschwank“ Roxy und ihr Wunderteam von Paul Abraham wird in Anwesenheit der österreichischen Fußballnationalmannschaft am Theater an der Wien in Wien uraufgeführt.
- 01. April: Amelia al ballo, eine groteske Oper von Gian Carlo Menotti, wird an der Academy of Music in Philadelphia uraufgeführt.

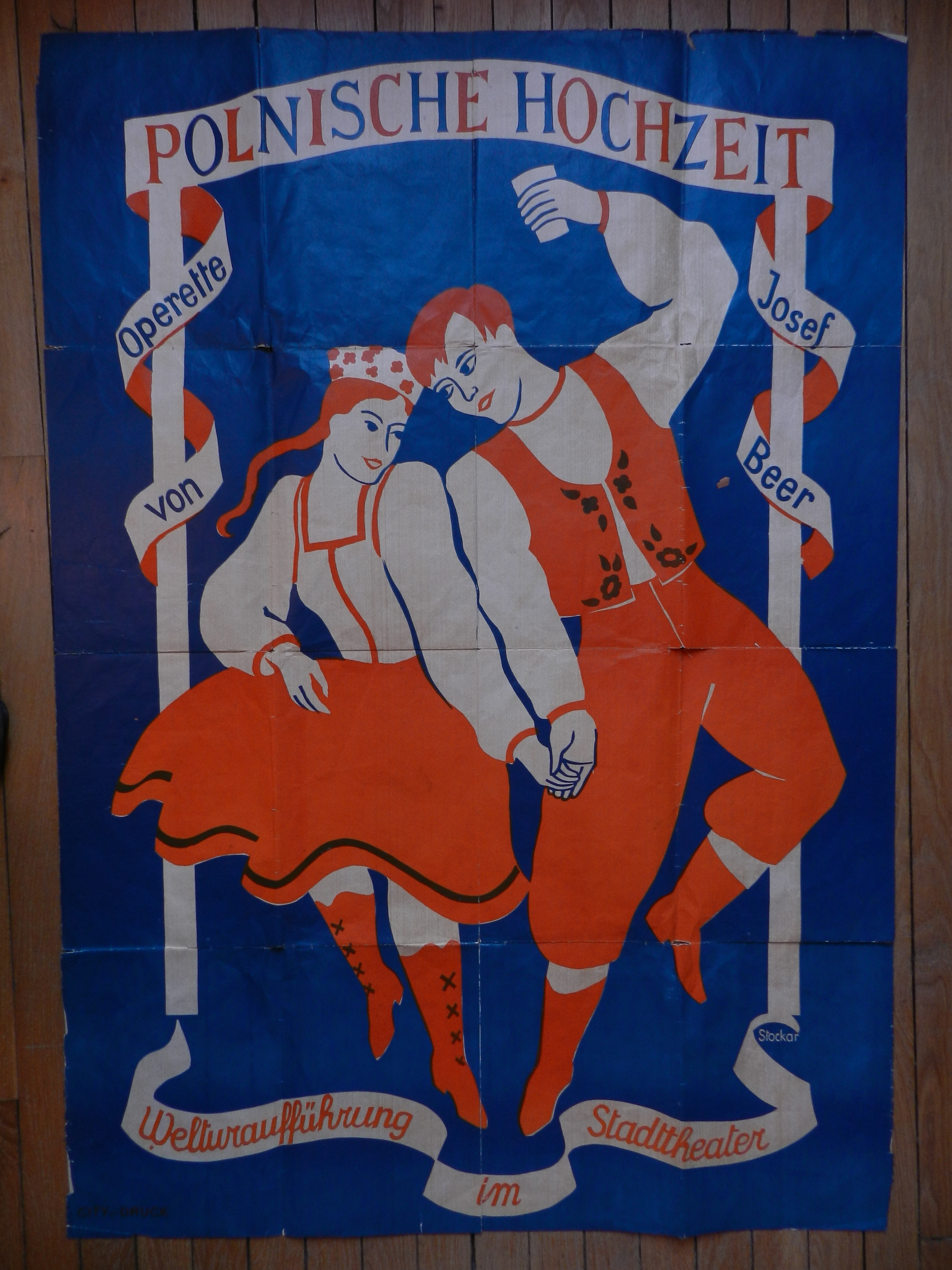
Plakat zur Uraufführung der Polnischen Hochzeit am Stadttheater Zürich

- 03. April: Die Uraufführung der Operette Polnische Hochzeit von Joseph Beer auf das Libretto von Fritz Löhner-Beda und Alfred Grünwald findet am Opernhaus Zürich statt. Die Kritik zeigt sich einhellig begeistert, das Werk wird zum Höhepunkt von Beers Karriere.
- 12. Mai: Bei der Krönug König Georg VI. und seiner Frau Elisabeth wird der Marsch Crown Imperial von William Walton uraufgeführt.
- 02. Juni: Die unvollendet gebliebene Oper Lulu des österreichischen Komponisten Alban Berg hat postum ihre Uraufführung am Opernhaus Zürich. Literarische Vorlage für das Werk sind die beiden Tragödien  Erdgeist und Die Büchse der Pandora von Frank Wedekind, deren Wortlaut der Komponist fast unverändert gelassen hat. Das Werk feiert auch als Fragment einen Erfolg.
- 08. Juni: Die szenische Kantate Carmina Burana von Carl Orff wird mit Erfolg an der Oper in Frankfurt am Main uraufgeführt. Die mittellateinischen und mittelhochdeutschen Texte stammen aus den gleichnamigen mittelalterlichen Lied- und Dramentexten.
- 24. Juni: Die Uraufführung der Oper Don Juan de Mañara von Eugène Aynsley Goossens erfolgt am Royal Opera House Covent Garden in London.
- 03. September: In Wien wird die Operette Hofball in Schönbrunn von August Pepöck mit dem Libretto von Josef Wenter uraufgeführt.
- 27. September: Im Metropol-Theater in Berlin erfolgt die Uraufführung der Maske in Blau von Fred Raymond mit dem Text von Günther Schwenn. Die Operette wird ein Dauererfolg, gleich mehrere Nummern daraus werden zu Evergreens.
- 03. Oktober: Die Uraufführung der Operette Monika von Nico Dostal auf ein Libretto von Hermann Hermecke findet in Stuttgart statt.
- 21. November: Die 5. Sinfonie von Dimitri Schostakowitsch wird im Grossen Saal der Leningrader Philharmonie unter der Leitung von Jewgeni Mrawinski uraufgeführt.
- 24. November: In Kassel findet die Uraufführung der Oper Tobias Wunderlich von Joseph Haas statt. Das Libretto schrieb Ludwig Strecker der Jüngere unter dem Pseudonym Ludwig Andersen. Als Vorlage diente ein Text des österreichischen Schriftstellers Hermann Heinz Ortner.
- 26. November: Mehr als 80 Jahre nach seiner Entstehung wird das Violinkonzert von Robert Schumann in Berlin mit dem Solisten Georg Kulenkampff und den Berliner Philharmonikern unter Leitung von Karl Böhm uraufgeführt.
- 22. Dezember: Am Zentraltheater in Leipzig wird die Operette Balkanliebe von Rudolf Kattnigg uraufgeführt.
- 23. Dezember: Die Uraufführung der Operette Julia von Paul Abraham findet in Budapest statt.
- 25. Dezember: Das Singspiel Juchten und Lavendel mit Musik von Bernhard Eichhorn und Texten von Helmut Käutner und Kurd E. Heyne wird in Leipzig uraufgeführt.
- Uraufführung der dreisätzigen Konzertsuite Scaramouche für zwei Klaviere von Darius Milhaud in Paris.

### Jazz

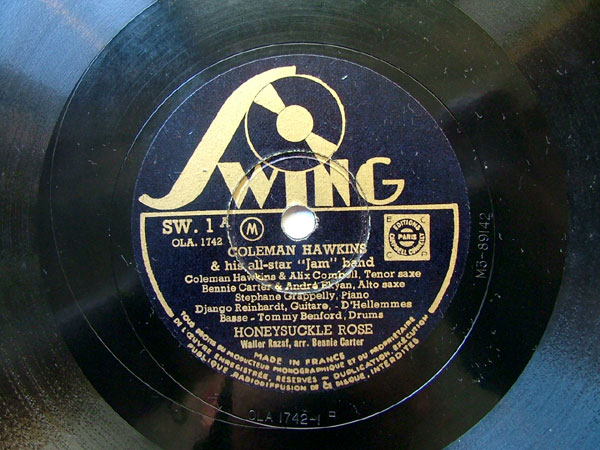
Honeysuckle Rose von der Pariser Session 1937 von Django Reinhardt, Stephane Grappelli, Coleman Hawkins, Alix Combelle und Benny Carter für das Label Swing.

- Count Basie schreibt die Swing-Nummer One O’Clock Jump im 12-taktigen Blues-Rhythmus, die dem Kansas-City-Jazz zugerechnet wird.
- 02. Januar: Teddy Wilson und Billie Holiday kommen mit ihrer Version von Pennies from Heaven auf Position 3 der US-Charts.
- 16. Januar: Benny Goodman hat seinen siebten Nummer-eins-Hit mit Goodnight My Love von Mack Gordon und Harry Revel. Goodmans Bandsängerin ist hier Ella Fitzgerald. Die Fans können die Platte nur kurze Zeit erwerben, da Decca Records den Verkauf der Victor-Scheiben aus vertragsrechtlichen Gründen stoppt – Ella steht mit Chick Webb bei Decca unter Vertrag.
- 30. Januar: Benny Goodman stürmt erneut die Charts mit dem Irving-Berlin-Song This Year’s Kisses aus dem Film On the Avenue. Auch Hal Kemp, Shep Fields und Teddy Wilson/Billie Holiday kommen mit dem Song in diesem Jahr in die Hitparade.
- 27. März: Das Quintette du Hot Club de France mit Django Reinhardt schafft es (ein einziges Mal) in die amerikanischen Hitparaden mit After You’ve Gone. Im November kommt mit der Ballade noch Lionel Hampton in die Billboard-Charts.
- 24. April: Seine einzigen Nummer-eins-Hit hat Teddy Wilson mit Billie Holiday. Ihr für Brunswick aufgenommener Song Carelessly bleibt drei Wochen auf Platz eins. Cootie Williams, Harry Carney und Johnny Hodges sind die Solisten.
- 08. Mai: Der Experimentator Raymond Scott kommt mit The Toy Trumpet in die US-Hitparade und erreicht #17. Der Instrumentaltitel ist durch Shirley Temples Version aus dem Film Rebecca of Sunnybrook Farm populär.
- 03. Juli: Das Duke Ellington Orchestra schafft es mit Caravan auf #4 der Charts und bleibt 18 Wochen in der Hitparade. Erst 1949 kommt Juan Tizols Komposition in der Version von Billy Eckstine wieder in die Charts.
- 06. Juli: Benny Goodman covert die Louis-Prima-Komposition Sing, Sing, Sing.
- 10. Juli: Fats Waller hat seinen fünften Nummer-eins-Hit mit (You Know It All) Smarty von Alan Freed und Burton Lane. Er ist gerade populär durch Bing Crosbys Version aus dem Film-Musical Double Or Nothing.
- 30. Juli: Benny Goodman nimmt für Victor Records in Quartettbesetzung mit Lionel Hampton, Teddy Wilson und Gene Krupa den Gershwin-Standard The Man I Love auf; er kommt mit dem späteren Jazzstandard lediglich auf #20 der US-Charts.
- 07. August: Bob Crosby & His Orchestra bleiben vier Wochen auf Position 1 der US-Charts mit Whispers in the Dark. Der Song ist durch Connee Boswells Version aus dem Film-Musical Artists and Models bekannt, wo sie von Andrém Kostelanetz’ Orchester begleitet wird.
- 04. September: Tommy Dorseys The Big Apple kommt auf Nummer 1; die Popularität beruht auf dem gleichnamigen Modetanz.
- 02. Oktober: Bunny Berigan und sein Orchester kommen auf #5 der US-Charts mit Ebb Tide, eine Nummer von Ralph Rainger und Leo Robin aus dem gleichnamigen Spielfilm von James P. Hogan. In derselben Woche hat Teddy Wilson seinen letzten Nummer-eins-Hit mit dem Instrumentaltitel You Can’t Stop Me from Dreaming.
- 09. Oktober: Louis Armstrong erreicht die Top Twenty mit seiner Version von Alexander’s Ragtime Band. Die Irving-Berlin-Nummer von 1911 erreicht #12.
- 23. Oktober: Tommy Dorsey schafft es mit seinem Orchester zum achten Mal, einen Nummer-eins-Hit in den USA zu landen; Once In a While. 1937 kommt auch Horace Heidt damit in die Hitparade. Teddy Wilson gelangt in derselben Woche mit Fats Wallers Evergreen Ain’t Misbehavin’ in die amerikanischen Top Ten.
- 13. November: Larry Clinton schreibt für Tommy Dorsey die Nummer The Dispey Doodle, inspiriert von dem Baseball-Pitcher Carl Hubbell, den er bewundert.

### Instrumental- und Vokalmusik
- Evald Aav: Rahe [Hagel] für gemischten Chor, Text: Mart Raud[1]
- Ermanno Wolf-Ferrari: Divertimento D-Dur op. 20

### Filmmusik
- 2. März: In San Francisco findet die Uraufführung von Frank Capras Klassiker Lost Horizon statt, der später in den USA für Propagandazwecke mehrfach gekürzt und bearbeitet wird. Die Filmmusik stammt von Dimitri Tiomkin und Max Steiner. Der Film erhält 1938 mehrere Oskars, darunter einen für die beste Filmmusik.
- 16. April: Die Westernkomödie Way Out West von Laurel und Hardy hat ihre Uraufführung in den Vereinigten Staaten. Stan Laurel und Oliver Hardy bezeichnen das Werk später als ihren Lieblingsfilm. Er erhält 1938 eine Oscar-Nominierung für die beste Filmmusik.

### Sonstiges
- Das Kalkbergstadion, eine Freilichtbühne im Zentrum von Bad Segeberg nach Plänen des Architekten Fritz Schaller, der Pläne des Garten- und Landschaftsgestalters Wilhelm Heintz von 1927 aufgriff, wird nach dreijähriger Bauzeit vom nationalsozialistischen Reichsarbeitsdienst fertiggestellt. Das Stadion erhält den Namen Feierstätte der Nordmark und wird im gleichen Jahr von Joseph Goebbels und mit der Aufführung des Stücks Die Schlacht der weißen Schiffe von Henrik Herse feierlich eröffnet. Es ist einer von vielen Thingplätzen, welche für das Thingspiel bzw. die Thingbewegung errichtet werden.

## Neuveröffentlichungen (Auswahl)

### Lieder und Kompositionen
| Lied                               | Text                              | Musik                     | Erstinterpret   | Label            | Veröffentlichung | Genre       | Weitere Informationen |
| ---------------------------------- | --------------------------------- | ------------------------- | --------------- | ---------------- | ---------------- | ----------- | --- |
| 32-20 Blues                        | Robert Johnson                    | Robert Johnson            | Robert Johnson  | Vocalion Records | April 1937       | Delta Blues | |
| Ionel, Ionelule                    | George Sbârcea                    | George Sbârcea            | Petre Alexandru | Electrecord      | 1937             | Schlager    | |
| Lambeth Walk                       | Douglas Furber und L. Arthur Rose | Noel Gay                  | Lupino Lane     |                  | 1937             | Pop         | Lied aus dem Musical Me and My Girl |
| Wir glauben Gott im höchsten Thron | Christian Lahusen                 | Rudolf Alexander Schröder |                 |                  | 1937             |             | Das Lied ist im Evangelischen Gesangbuch im Teil der Liturgischen Gesänge eine der beiden Liedalternativen zum Glaubensbekenntnis (Nr. 184). |

## Geboren

### Januar
- 01. Januar: Osvaldo Piro, argentinischer Bandoneonist und Tangokomponist († 2025)
- 02. Januar: Martin Lauer, deutscher Sportler und Schlagersänger († 2019)
- 03. Januar: Zygmunt Konieczny, polnischer Komponist

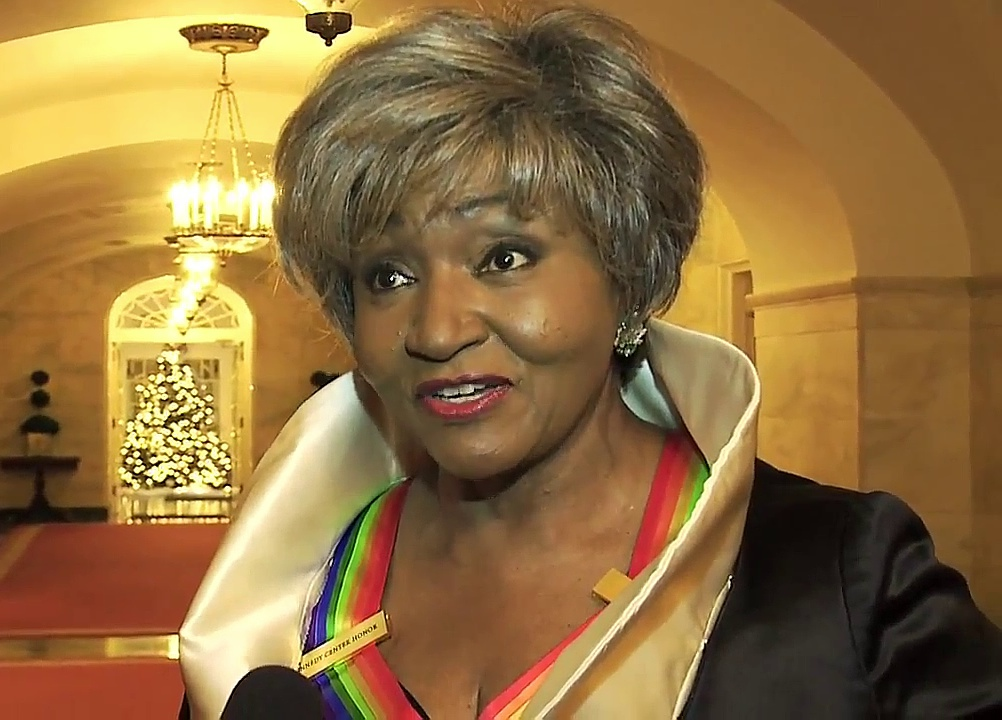
Grace Bumbry; * 4. Januar

- 04. Januar: Grace Bumbry, US-amerikanische Opernsängerin († 2023)
- 04. Januar: John Gorman, britischer Musiker
- 04. Januar: William Stevenson, US-amerikanischer Songwriter und Musikproduzent
- 06. Januar: Paolo Conte, italienischer Chansonsänger, Jazzmusiker und Komponist
- 06. Januar: Doris Troy, US-amerikanische Soul-Sängerin († 2004)

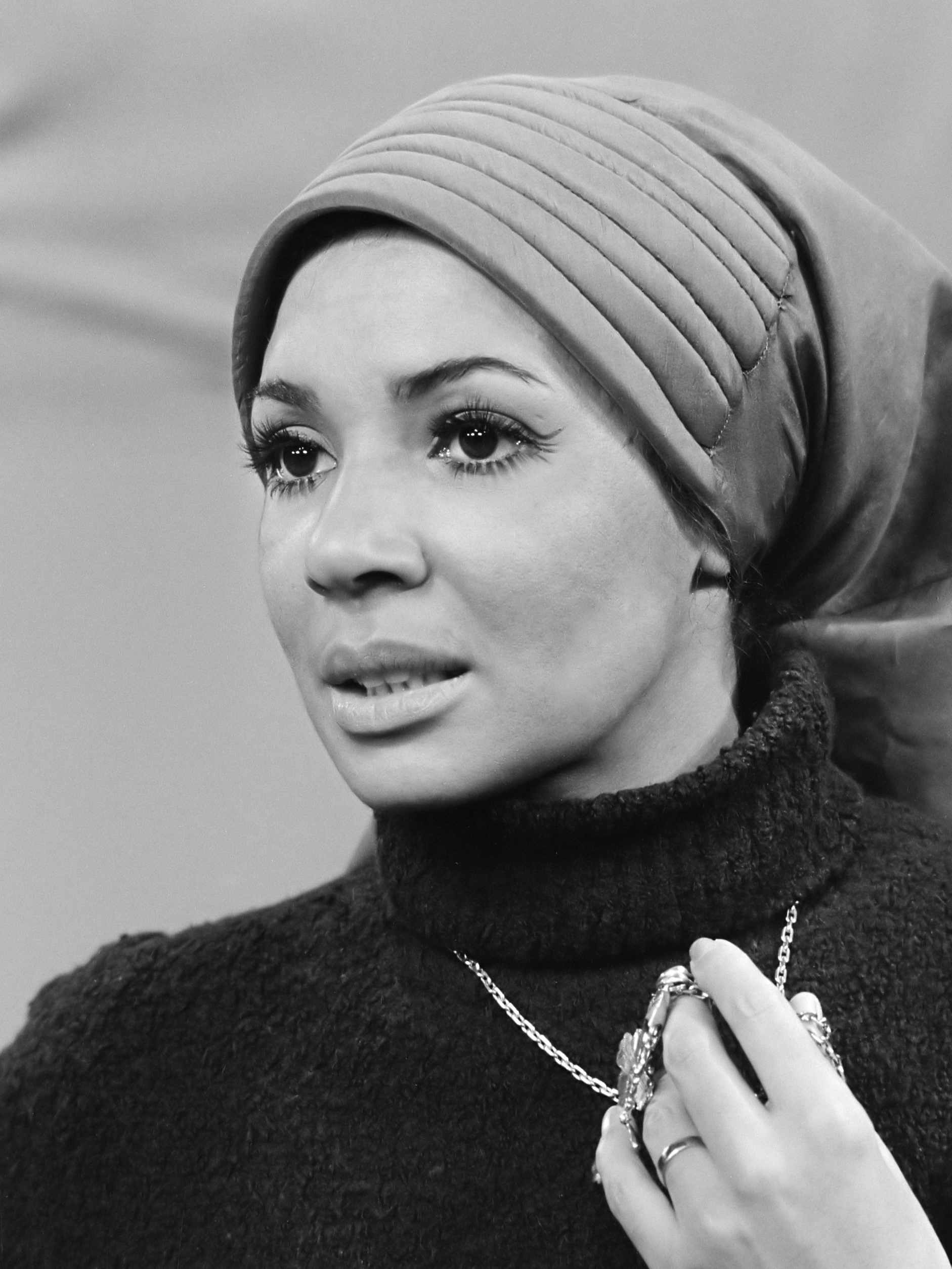
Shirley Bassey; * 8. Januar

- 08. Januar: Shirley Bassey, britische Sängerin
- 08. Januar: Wolfgang Hirschmann, deutscher Tonmeister und Musikproduzent des Jazz († 2025)
- 08. Januar: Bill Marx, US-amerikanischer Jazzmusiker (Piano, Komposition)
- 10. Januar: Scott English, US-amerikanischer Singer-Songwriter († 2018)
- 10. Januar: Pentti Hietanen, finnischer Jazzmusiker
- 13. Januar: Milka Stojanović, jugoslawische Opernsängerin (Sopran) († 2023)
- 14. Januar: Billie Jo Spears, US-amerikanische Country-Sängerin († 2011)
- 15. Januar: Wolf Moser, deutscher Musiker und Schriftsteller († 2023)
- 16. Januar: Conny Vandenbos, niederländische Schlagersängern († 2002)
- 18. Januar: Ric Cartey, US-amerikanischer Rockabilly-Musiker und Songschreiber († 2009)
- 19. Januar: Ulrich Bremsteller, deutscher Organist und Kirchenmusiker († 2025)
- 19. Januar: Giovanna Marini, italienische Cantautrice und Musikethnologin († 2024)
- 19. Januar: Phil Wilson, US-amerikanischer Jazzposaunist
- 21. Januar: Zbigniew Bargielski, polnischer Komponist
- 22. Januar: Al Kasha, US-amerikanischer Komponist und Songschreiber († 2020)
- 25. Januar: Junior Thompson, US-amerikanischer Rockabilly-Sänger († 1978)
- 30. Januar: Jeanne Pruett, US-amerikanische Country-Sängerin und -Songwriterin

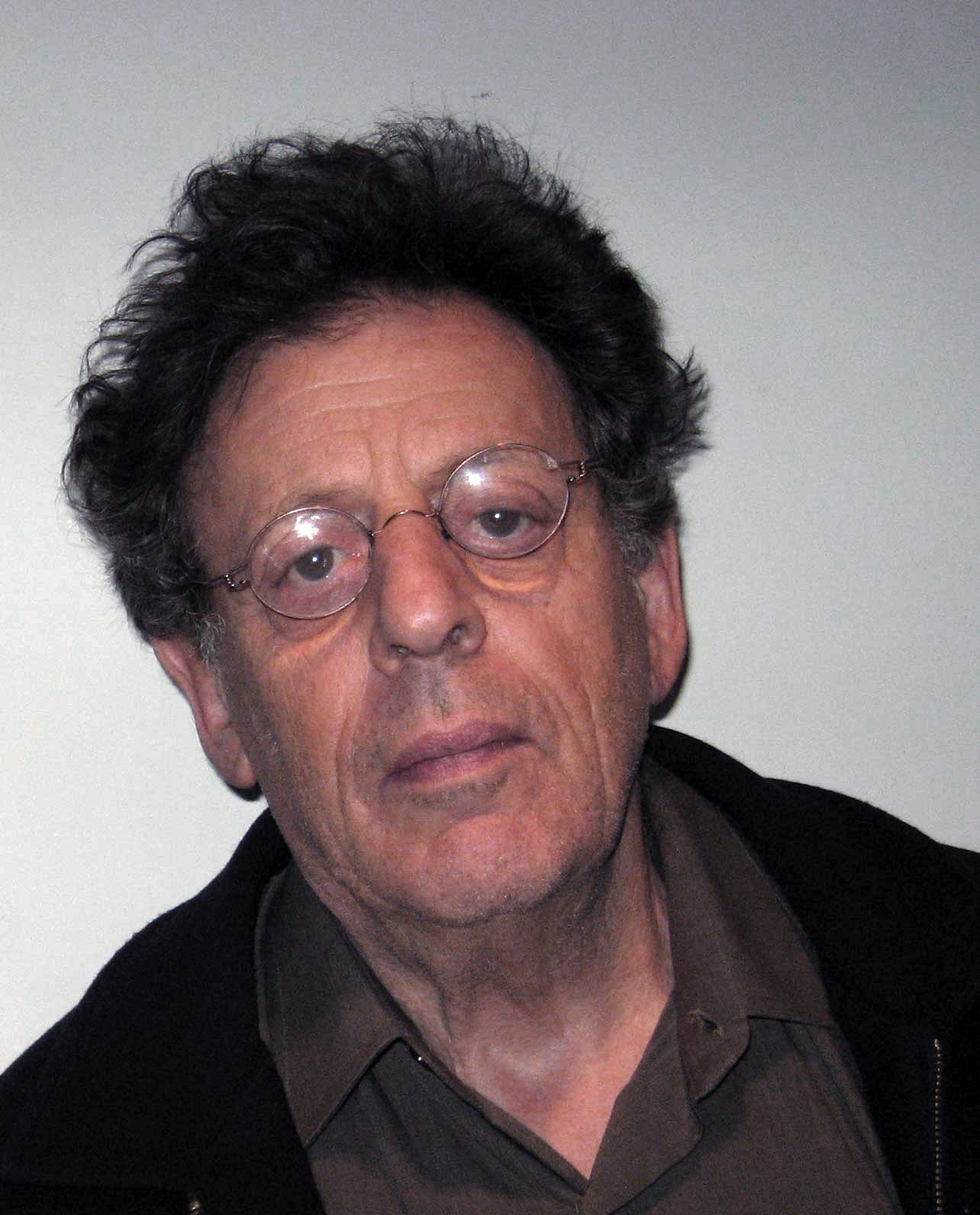
Philip Glass; * 31. Januar

- 31. Januar: Philip Glass, US-amerikanischer Musiker und Komponist

### Februar
- 02. Februar: Tom Smothers, US-amerikanischer Sänger und Comedian († 2023)
- 03. Februar: Jutta Blumenau-Niesel, deutsche Musikpädagogin
- 03. Februar: Bobby Durham, US-amerikanischer Jazzschlagzeuger († 2008)
- 03. Februar: Leroy Williams, US-amerikanischer Jazz-Schlagzeuger († 2022)
- 04. Februar: Ann Southam, kanadische Komponistin († 2010)
- 07. Februar: Yū Aku, japanischer Songwriter, Schriftsteller, Rundfunkautor und Dichter († 2007)
- 07. Februar: Rica Déus, deutsche Schlagersängerin
- 07. Februar: Svante Thuresson, schwedischer Jazz- und Popsänger († 2021)

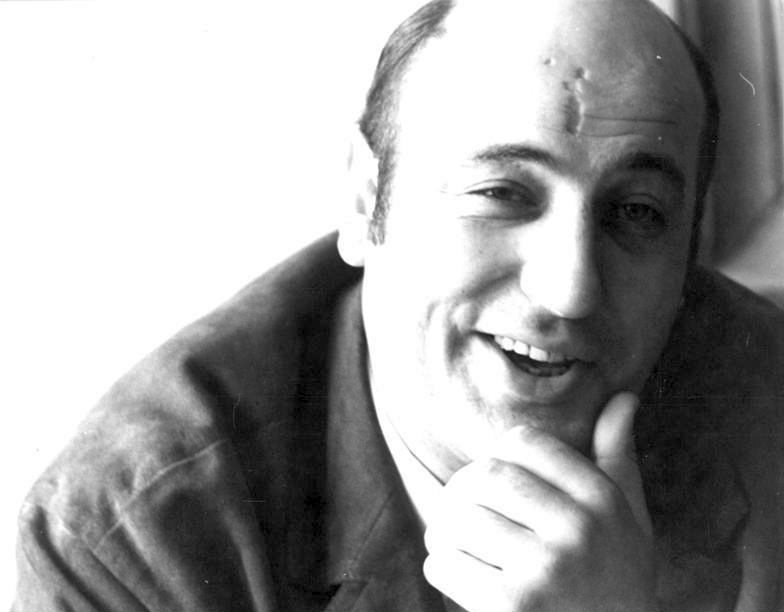
Manfred Krug; * 8. Februar

- 08. Februar: Manfred Krug, deutscher Schauspieler und Sänger († 2016)
- 09. Februar: Hildegard Behrens, deutsche Sängerin (Sopran) († 2009)
- 09. Februar: Len Skeat, britischer Jazzmusiker (Kontrabass) († 2021)
- 11. Februar: Brian Lemon, britischer Jazzpianist und Arrangeur († 2014)
- 11. Februar: Phillip Walker, US-amerikanischer Bluessänger und Gitarrist († 2010)
- 12. Februar: Larry Muhoberac, US-amerikanischer Musiker († 2016)
- 13. Februar: Wolfgang Matkowitz, deutscher Chorleiter und Hörfunkredakteur († 2012)
- 14. Februar: Hattie Littles, US-amerikanische Soul- und Blues-Sängerin († 2000)
- 14. Februar: Magic Sam, US-amerikanischer Blues-Gitarrist und -Sänger († 1969)
- 16. Februar: Aleksandra Ivanović, jugoslawische bzw. serbische Mezzosopranistin († 2003)
- 18. Februar: Elisabeth Roloff, deutsche Organistin († 2008)
- 19. Februar: Fred Van Hove, belgischer Improvisationsmusiker und Komponist († 2022)

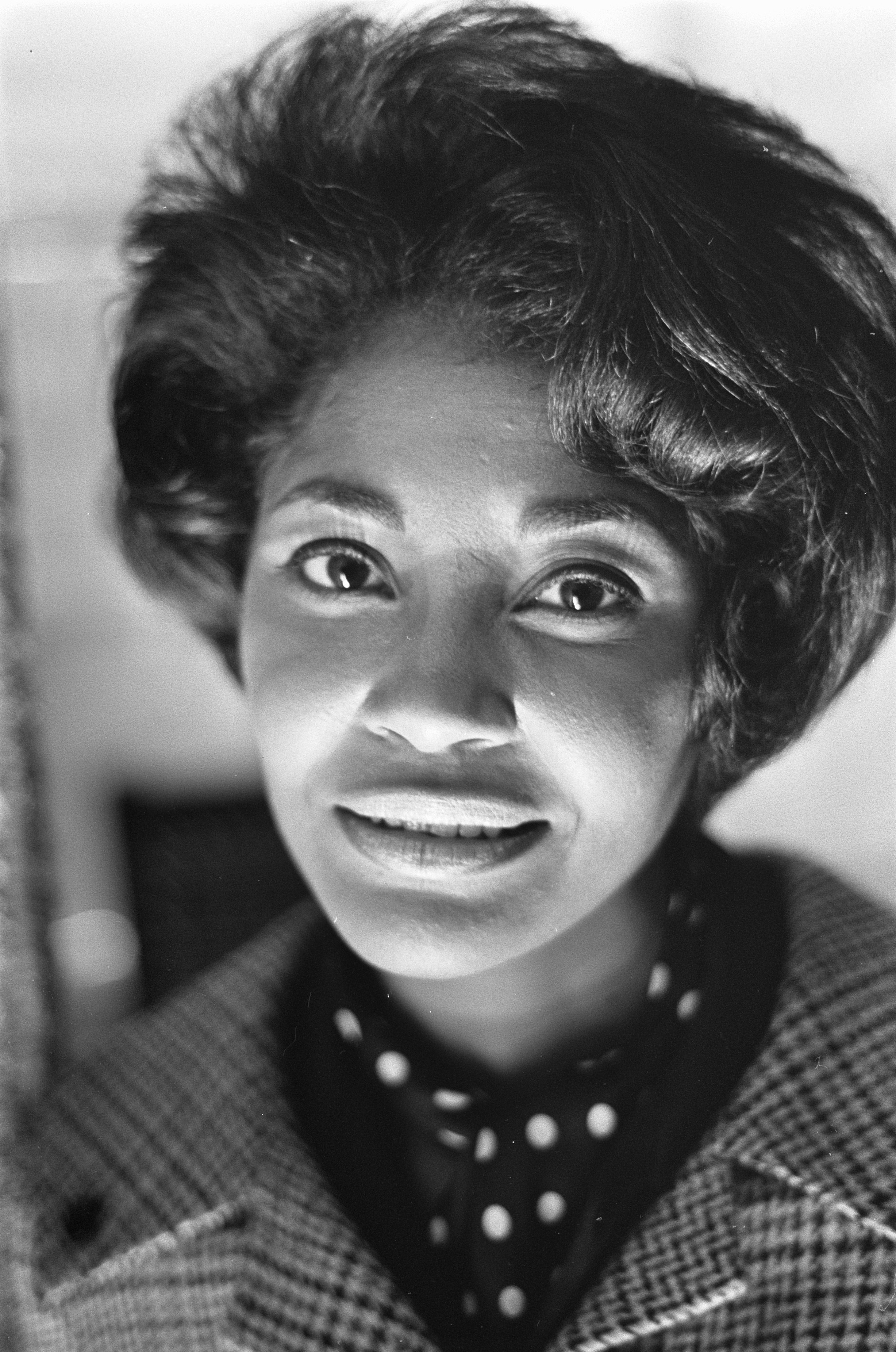
Nancy Wilson; * 20. Februar

- 20. Februar: Nancy Wilson, US-amerikanische Sängerin († 2018)
- 23. Februar: Marc Bleuse, französischer Komponist und Musikpädagoge
- 26. Februar: William Ferris, US-amerikanischer Komponist, Organist und Chorleiter († 2000)
- 26. Februar: Hagood Hardy, kanadischer Vibraphonist, Pianist und Filmkomponist († 1997)
- 26. Februar: Nelly Vázquez, argentinische Tangosängerin
- 27. Februar: Claude Garden, französisch-kanadischer Mundharmonikaspieler († 2004)

### März
- 01. März: Eugen Doga, moldauisch-russischer Komponist († 2025)
- 03. März: Alfred Janson, norwegischer Komponist, Pianist und Akkordeonist († 2019)
- 04. März: Barney Wilen, französischer Jazzmusiker (Tenorsaxophon, Sopransaxophon) († 1996)
- 05. März: Monika Döring, deutsche Musikveranstalterin († 2024)
- 05. März: Carol Sloane, US-amerikanische Jazz-Sängerin († 2023)
- 06. März: Jimmy Dell, US-amerikanischer Rockabilly-, Country- und Gospel-Musiker sowie Prediger
- 06. März: Doug Dillard, US-amerikanischer Country-Sänger und Komponist († 2012)
- 06. März: Paul Méfano, französischer Komponist und Musikpädagoge († 2020)
- 07. März: Roy Williams, britischer Jazzmusiker
- 09. März: Azio Corghi, italienischer Komponist und Musikpädagoge († 2022)
- 10. März: Dieter Schneider, deutscher Lied- und Schlagertextdichter († 2023)
- 13. März: Michael Conway Baker, kanadischer Komponist und Musikpädagoge US-amerikanischer Herkunft
- 14. März: Nadka Karadschowa, bulgarische Folklore-Sängerin († 2011)
- 15. März: Rosemarie Wohlbauer, österreichische Schauspielerin, Synchron- und Hörspielsprecherin sowie Musicaldarstellerin († 2023)
- 16. März: David Del Tredici, US-amerikanischer Komponist († 2023)
- 16. März: Aníbal Marconi, argentinischer Tangosänger und -dichter († 2015)
- 17. März: Néstor Prado, argentinischer Tangosänger
- 18. März: Horia Moculescu, rumänischer Pianist, Sänger, Komponist und TV-Moderator
- 19. März: Julia Axen, deutsche Schlager- und Chansonsängerin († 2022)
- 19. März: Clarence Henry, US-amerikanischer R&B-Sänger († 2024)
- 19. März: Mike Longo, US-amerikanischer Jazzmusiker († 2020)
- 20. März: Jerry Reed, US-amerikanischer Country-Musiker und Schauspieler († 2008)
- 22. März: Angelo Badalamenti, italienisch-amerikanischer Komponist († 2022)
- 22. März: Jon Hassell, US-amerikanischer Trompeter und Komponist († 2021)
- 22. März: Peter Tonger, deutscher Musikverleger, Chorleiter und Rezitator
- 24. März: Benjamin Luxon, britischer Opernsänger († 2024)
- 24. März: Billy Stewart, US-amerikanischer Sänger und Keyboarder († 1970)
- 27. März: Johnny Copeland, US-amerikanischer Bluesmusiker († 1997)
- 27. März: Miriam Klein, Schweizer Jazzsängerin
- 28. März: Irmgard Stadler, deutsch-österreichische Sängerin
- 27. März: Alan Hawkshaw, britischer Musiker († 2021)
- 31. März: Willem Duyn, niederländischer Rocksänger († 2004)
- 31. März: Jimmy Vass, US-amerikanischer Jazzsaxophonist und Flötist († 2006)

### April
- 01. April: Arnold Steinhardt, US-amerikanischer Geiger und Musikpädagoge
- 03. April: Karl „Cannonball“ Bryan, jamaikanischer Saxofonist

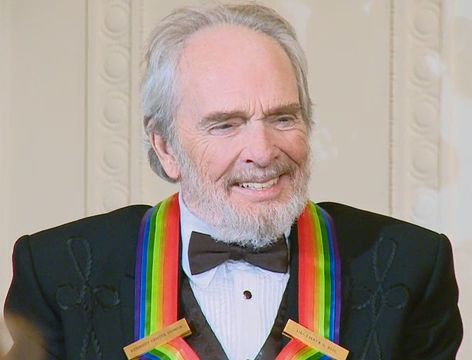
Merle Haggard; * 6. April

- 06. April: Merle Haggard, US-amerikanischer Country-Musiker († 2016)
- 06. April: George Ōtsuka, japanischer Jazzmusiker (Schlagzeug) und Bandleader († 2021)
- 07. April: Charlie Thomas, US-amerikanischer R&B-Sänger († 2023)
- 10. April: Lily Castel, belgische Sängerin
- 10. April: Wolfgang Jehn, deutscher Komponist († 2017)
- 12. April: Sonny Ochs, schottisch-US-amerikanische Musikproduzentin und Radiomoderatorin
- 14. April: Donnie Bowshier, US-amerikanischer Country- und Rockabilly-Sänger († 2002)
- 15. April: Bob Luman, US-amerikanischer Country-Sänger († 1978)
- 16. April: Vince Hill, britischer Popsänger († 2023)
- 16. April: Artie „Blues Boy“ White, US-amerikanischer Soul- und Bluessänger († 2013)
- 17. April: Richard K. Spottswood, US-amerikanischer Musikforscher und Autor
- 18. April: Keiko Abe, japanische Komponistin, Marimbaspielerin
- 18. April: Franz Buchholz, deutscher Video- und Klangkünstler
- 18. April: Jens-Uwe Günther, deutscher Komponist und Dirigent
- 19. April: Klaus Thunemann, deutscher Fagottist
- 22. April: Manolo Juárez, argentinischer Komponist († 2020)
- 22. April: Jack Nitzsche, US-amerikanischer Pianist und Komponist († 2000)
- 24. April: Spanky DeBrest, US-amerikanischer Jazz-Bassist († 1973)
- 24. April: Joe Henderson, US-amerikanischer Gospel- und R&B-Sänger († 1964)
- 24. April: Joe Henderson, US-amerikanischer Jazz-Musiker (Tenorsaxophonist) († 2001)
- 27. April: Manfred Schubert, deutscher Komponist, Dirigent und Musikkritiker († 2011)
- 27. April: John Weaver, US-amerikanischer Organist, Chorleiter und Dirigent
- 29. April: Donald Arthur, US-amerikanischer Opernsänger, Schauspieler und deutschsprachiger Synchronsprecher († 2016)
- 30. April: Günther Höller, deutscher Blockflötist († 2016)

### Mai
- 01. Mai: Bo Nilsson, schwedischer Komponist († 2018)
- 04. Mai: Dick Dale, US-amerikanischer Sänger, Pionier des Surf Rock († 2019)
- 09. Mai: Dave Prater, US-amerikanischer Sänger (Sam & Dave) († 1988)
- 15. Mai: Trini Lopez, lateinamerikanischer Sänger († 2020)
- 16. Mai: Joe Saraceno, US-amerikanischer Musikproduzent († 2015)
- 17. Mai: Sérgio Cabral, brasilianischer Journalist, Schriftsteller, Schauspieler, Musikkritiker und Komponist († 2024)
- 19. Mai: Ulrich Melchinger, deutscher Opernregisseur († 1979)
- 22. Mai: Guy Marchand, französischer Schauspieler, Jazz-Klarinettist und Sänger († 2023)

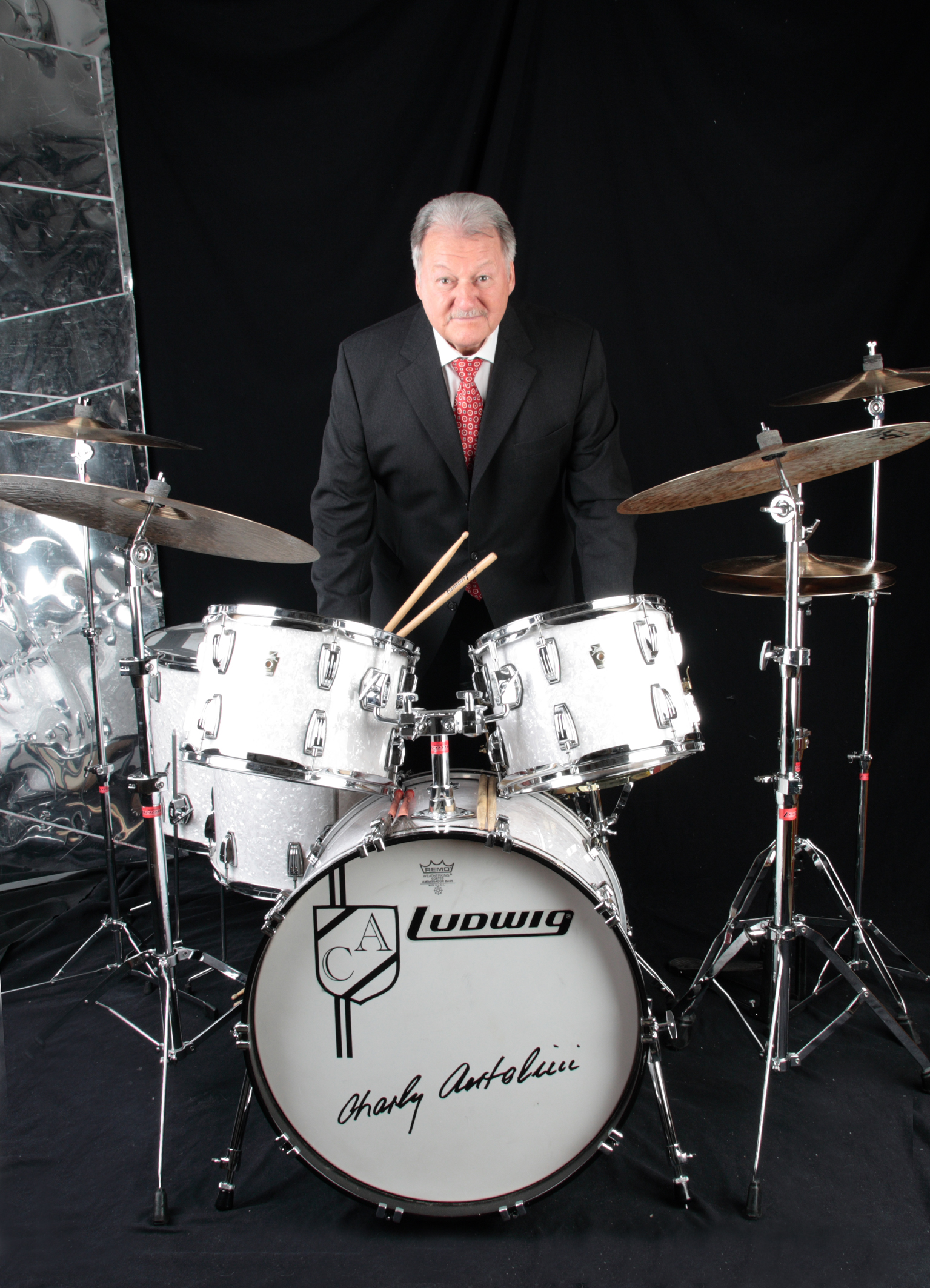
Charly Antolini; * 24. Mai

- 24. Mai: Charly Antolini, Schweizer Jazz-Drummer

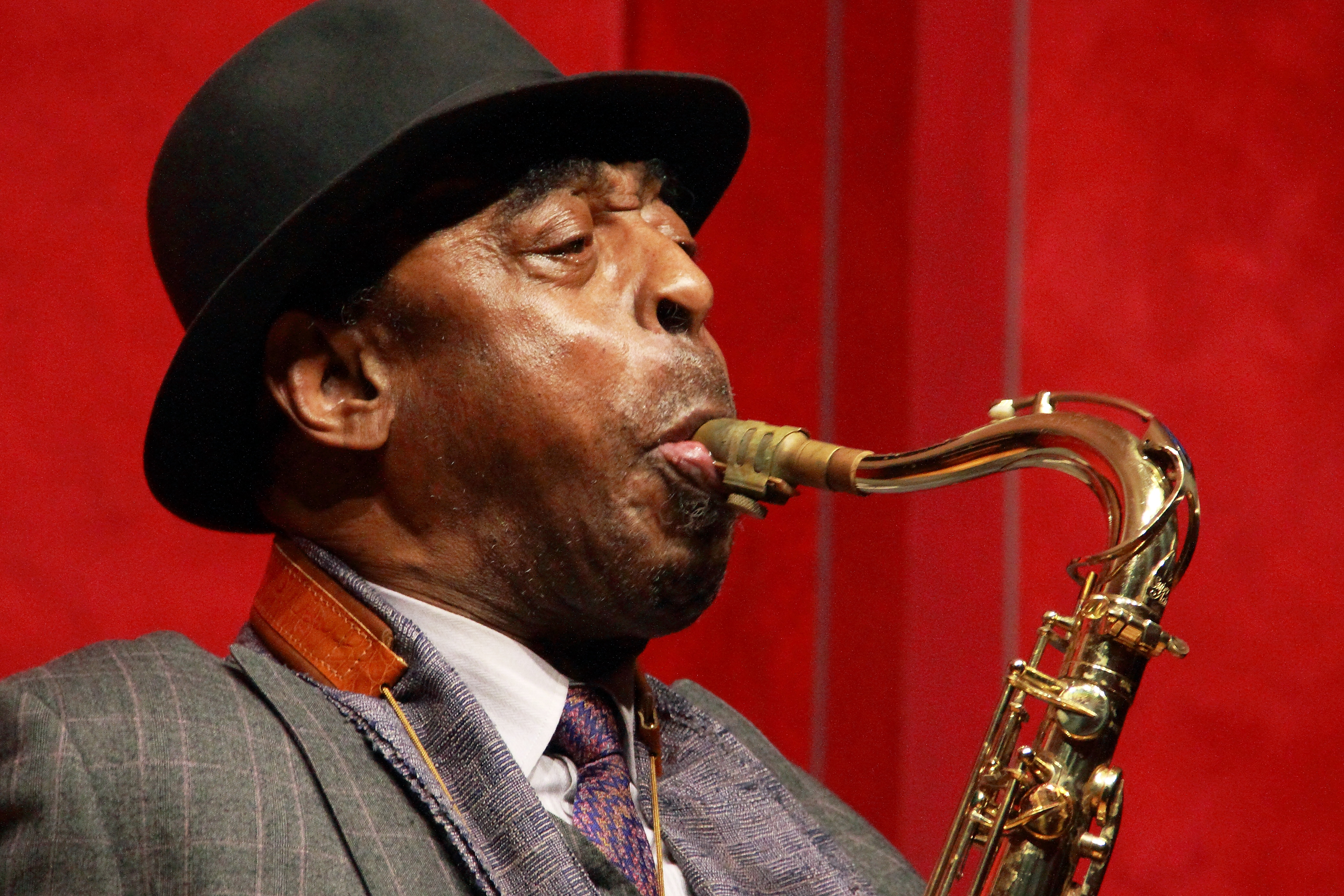
Archie Shepp; * 24. Mai

- 24. Mai: Archie Shepp, US-amerikanischer Jazzmusiker, Komponist, Literatur- und Theaterwissenschaftler
- 24. Mai: Benone Sinulescu, rumänischer Sänger († 2021)
- 24. Mai: Bruno Tosi, italienischer Journalist und Musikkritiker († 2012)
- 26. Mai: Yehuda Yannay, israelischer Komponist († 2023)
- 29. Mai: Peter Kolman, slowakisch-österreichischer Komponist († 2022)
- 29. Mai: Hartmut Mai, deutscher Theologe, Kirchenhistoriker, Christlicher Archäologe sowie Kunsthistoriker und Sänger
- 29. Mai: Irmin Schmidt, deutscher Musiker und Komponist
- 31. Mai: Louis Hayes, US-amerikanischer Jazz-Schlagzeuger
- 31. Mai: Winfried Schlepphorst, deutscher Musikwissenschaftler, Organist und Orgeldenkmalpfleger († 2006)

### Juni
- 01. Juni: Lussine Sakarjan, sowjetisch-armenische Sängerin (Sopran) († 1992)
- 02. Juni: Pierre Favre, schweizerischer Jazz-Schlagzeuger und Perkussionist
- 03. Juni: Grachan Moncur III, US-amerikanischer Jazz-Posaunist († 2022)
- 04. Juni: Aurino Quirino Gonçalves, brasilianischer Sänger und Komponist
- 04. Juni: Freddy Fender, US-amerikanischer Country-Sänger († 2006)
- 04. Juni: Mark Whitecage, US-amerikanischer Jazz-Saxophonist († 2021)

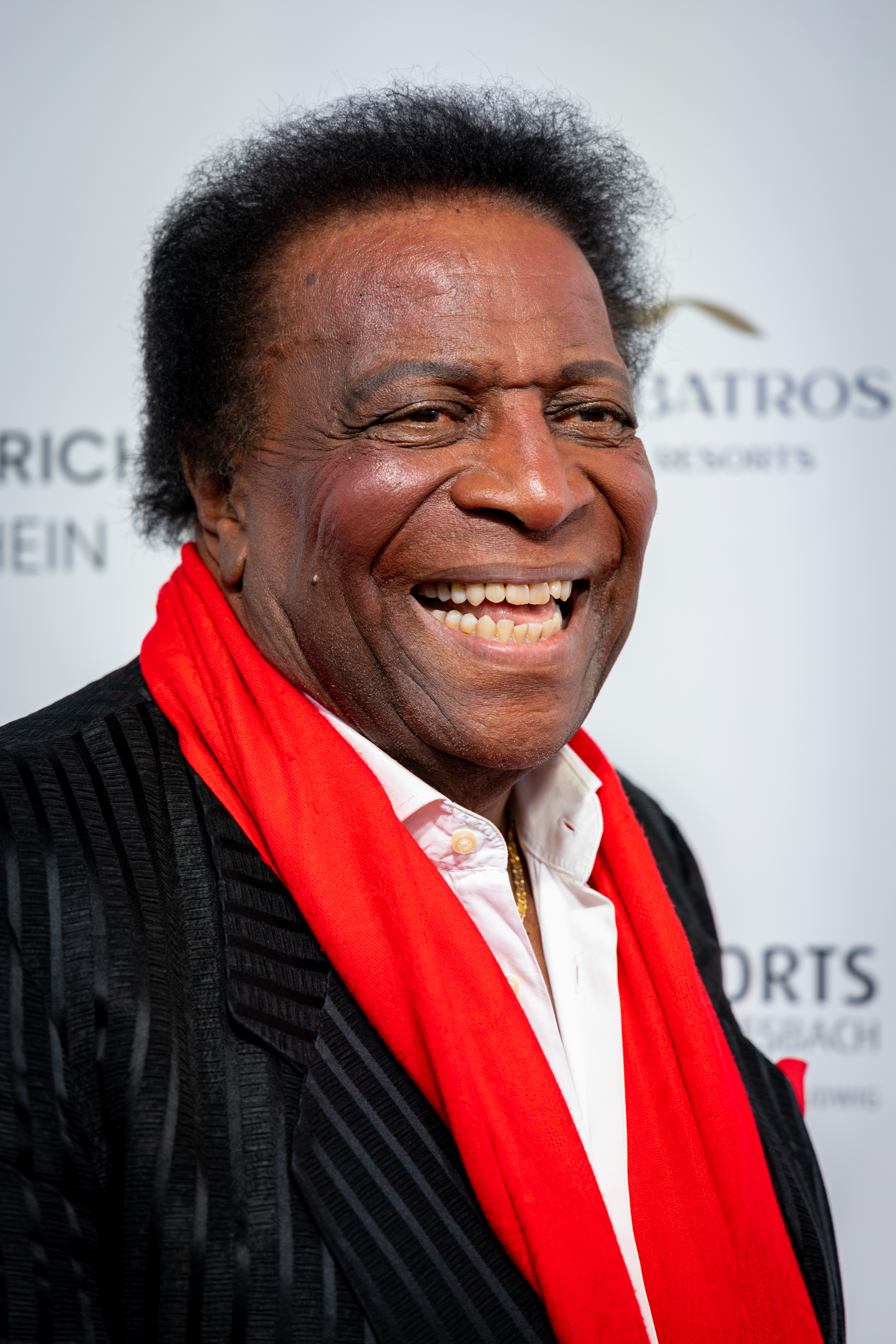
Roberto Blanco; * 7. Juni

- 07. Juni: Roberto Blanco, deutscher Schlagersänger
- 07. Juni: Roberto Fernández, argentinischer Jazztrompeter
- 07. Juni: Neeme Järvi, estnisch-US-amerikanischer Dirigent
- 07. Juni: Teddy Redell, US-amerikanischer Rockabilly-, Rock’n’Roll- und Country-Musiker
- 08. Juni: Toni Harper, US-amerikanische Jazz- und Pop-Sängerin († 2023)
- 10. Juni: Kurt Lindgren, schwedischer Jazzmusiker († 1989)
- 10. Juni: Patricia Parr, kanadische Pianistin
- 11. Juni: Johnny Brown, US-amerikanischer Schauspieler, Komiker und Sänger († 2022)
- 12. Juni: Chips Moman, US-amerikanischer Musikproduzent und Komponist († 2016)
- 15. Juni: Waylon Jennings, US-amerikanischer Country-Musiker († 2002)
- 18. Juni: Johann Schadenbauer, österreichischer Komponist und Dirigent
- 19. Juni: Karlheinz Schrödl, österreichischer Komponist und Richter
- 20. Juni: Jerry Keller, US-amerikanischer Sänger und Songschreiber
- 21. Juni: Kim Tolliver, US-amerikanische Soul-Sängerin († 2007)
- 24. Juni: Renzo Arbore, italienischer Radiomoderator, Schauspieler, Drehbuchautor, Filmregisseur und Musiker
- 25. Juni: Eddie Floyd, US-amerikanischer Soul-Sänger und Songwriter
- 25. Juni: Victor Yoran, russischer Violoncellist und Komponist
- 26. Juni: Reggie Workman, US-amerikanischer Jazzbassist
- 30. Juni: Michael von Biel, deutscher Komponist und Cellist
- 30. Juni: Hein van der Gaag, niederländischer Boogie-Woogie- und Jazzmusiker (Piano, Komposition) († 2022)

### Juli
- 04. Juli: Hanns H. F. Schmidt, deutscher Schriftsteller, Komponist und Maler († 2019)

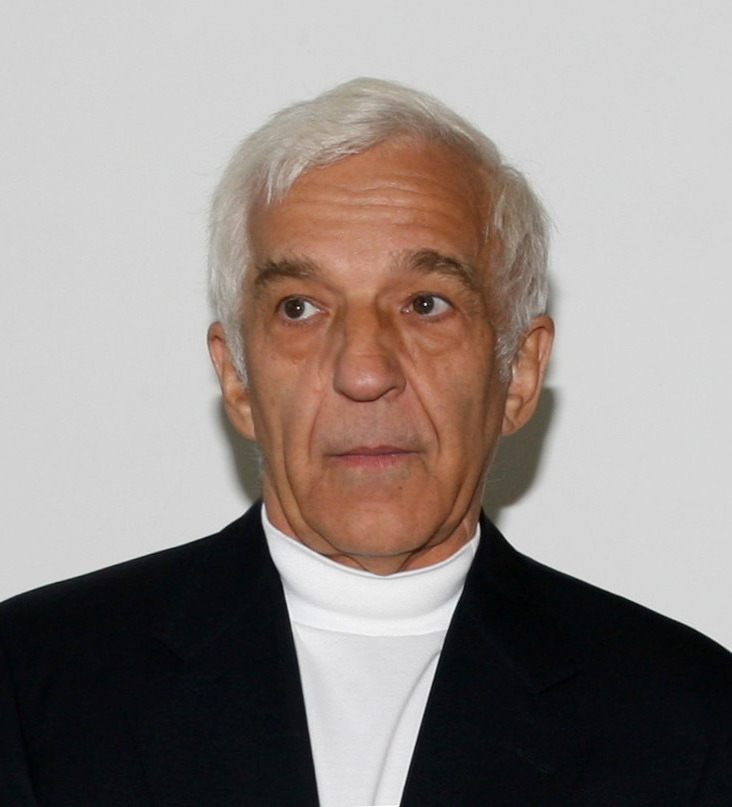
Wladimir Aschkenasi; * 6. Juli

- 06. Juli: Wladimir Aschkenasi, russischer Pianist und Dirigent
- 06. Juli: Zsolt Pethő, ungarischer Komponist († 2016)
- 09. Juli: Peter Beil, deutscher Schlagersänger, Trompeter, Komponist und Bandleader († 2007)
- 12. Juli: Howie Casey, englischer Saxophonist
- 14. Juli: Rhabanus Erbacher, deutscher Ordensgeistlicher und Komponist († 2025)
- 16. Juli: Roswitha Sperber, deutsche Sängerin und Förderin zeitgenössischer Musik
- 19. Juli: George Hamilton IV., US-amerikanischer Country-Sänger († 2014)
- 19. Juli: Günther Witschurke, deutscher Komponist und Musikpädagoge († 2017)
- 21. Juli: Larry McKenna, US-amerikanischer Jazzmusiker und Musikpädagoge († 2023)
- 22. Juli: Chuck Jackson, US-amerikanischer Rhythm-and-Blues-Sänger († 2023)
- 25. Juli: Anita Traversi, Schweizer Schlagersängerin († 1991)
- 27. Juli: Peter Damm, deutscher Hornist
- 27. Juli: Erich Weber, deutscher Kirchenmusiker
- 28. Juli: Bernal Flores costa-ricanischer Komponist
- 29. Juli: Don Woody, US-amerikanischer Rockabilly-Sänger
- 30. Juli: Tonny Landy, dänischer Schauspieler und Tenor († 2024)
- 30. Juli: Sonny West, US-amerikanischer Rockabilly-Sänger († 2022)

### August
- 02. August: Garth Hudson, kanadischer Multiinstrumentalist († 2025)
- 03. August: Hans Wüthrich, Schweizer Komponist und Sprachwissenschaftler († 2019)

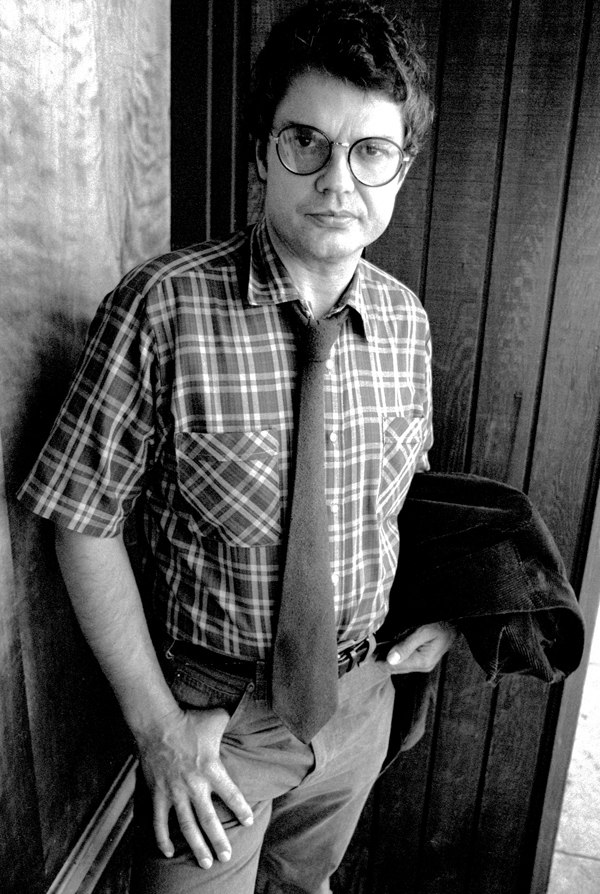
Charlie Haden; * 6. August

- 06. August: Charlie Haden, US-amerikanischer Jazzbassist († 2014)

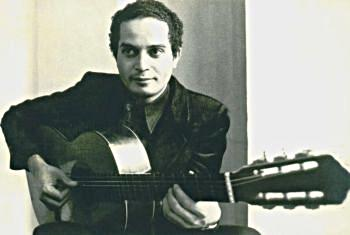
Baden Powell; * 6. August

- 06. August: Baden Powell de Aquino, brasilianischer Musiker († 2000)
- 07. August: George Bohanon, US-amerikanischer Jazzposaunist († 2024)
- 07. August: Magic Slim, US-amerikanischer Blues-Gitarrist, Sänger und Songschreiber († 2013)
- 08. August: Louis Neefs, belgischer Sänger und Moderator († 1980)
- 08. August: Christian Schlicke, deutscher Kirchenmusiker und Organist († 2023)
- 08. August: Cornelis Vreeswijk, holländisch-schwedischer Troubadour, Komponist und Dichter († 1987)
- 10. August: Noel Kaletsky, US-amerikanischer Jazzmusiker († 2023)
- 11. August: Shel Talmy, US-amerikanischer Musikproduzent († 2024)
- 12. August: Dietrich von Amsberg, deutscher Kirchenmusiker und Organist († 2021)
- 14. August: Hans Thomas, deutscher Jazzmusiker und Musikredakteur († 2019)
- 14. August: Jimmy Wormworth, US-amerikanischer Jazz-Schlagzeuger
- 15. August: Raoul Casadei, italienischer Musiker († 2021)
- 20. August: Jean-Louis Petit, französischer Dirigent, Komponist, Pianist und Organist
- 20. August: Sky Saxon, US-amerikanischer Rock-’n’-Roll-Sänger († 2009)
- 22. August: Raúl Lavié, argentinischer Tangosänger, Entertainer und Schauspieler
- 26. August: Cornelius Kweku Ganyo, ghanaischer Perkussionist und Tänzer († 2003)
- 27. August: Alice Coltrane, US-amerikanische Jazzmusikerin († 2007)
- 27. August: Tommy Sands, US-amerikanischer Sänger und Schauspieler
- 27. August: Phil Shulman, schottischer Musiker
- 28. August: Rogelio Martínez Furé, kubanischer Musikethnologe und -wissenschaftler († 2022)
- 30. August: Jewel Brown, US-amerikanische Jazz- und Bluessängerin († 2024)
- 31. August: Gunter Hampel, deutscher Jazzmusiker
- 31. August: Bobby Parker, US-amerikanischer Gitarrist († 2013)

### September
- 01. September: Henning Siedentopf, deutscher Musikwissenschaftler und Komponist († 2022)
- 01. September: Metin Türköz, türkisch-deutscher Liedermacher († 2022)
- 02. September: Gilbert Holmström, schwedischer Jazzmusiker
- 03. September: Hellmuth Wolff, kanadischer Orgelbauer († 2013)
- 06. September: Bosse Broberg, schwedischer Jazz-Trompeter († 2023)
- 06. September: Wolf-Dieter Hauschild, deutscher Dirigent († 2023)
- 08. September: Helga Hahnemann, deutsche Entertainerin, Kabarettistin, Sängerin und Schauspielerin († 1991)
- 08. September: Olaf Kübler, deutscher Jazzsaxophonist († 2024)
- 10. September: Aart Gisolf, niederländischer Mediziner, Fernsehmoderator und Jazzmusiker
- 10. September: Tommy Overstreet, US-amerikanischer Country-Sänger und Songwriter († 2015)
- 11. September: Iossif Kobson, sowjetischer bzw. russischer Sänger († 2018)
- 11. September: Peter Plum, deutscher Orgelbauer
- 12. September: Gus Backus, US-amerikanischer Musiker und Schlagersänger († 2019)
- 12. September: Wayne Cogswell, US-amerikanischer Rock’n’Roll-Musiker und Songschreiber († 2020)
- 14. September: Maria Àngels Alabert i Feliu, katalanische Komponistin, Pianistin und Musikpädagogin
- 18. September: Dee Barton, US-amerikanischer Jazzmusiker, Arrangeur und Filmkomponist († 2001)
- 20. September: Margo Guryan, US-amerikanische Singer-Songwriterin († 2021)
- 20. September: Monica Zetterlund, schwedische Sängerin und Schauspielerin († 2005)
- 25. September: Horacee Arnold, US-amerikanischer Jazzschlagzeuger
- 27. September: Guido Basso, kanadischer Jazzmusiker und Filmkomponist († 2023)
- 27. September: Franz Grundheber, deutscher Opernsänger
- 28. September: Rob Agerbeek, niederländischer Jazzpianist indonesischer Herkunft († 2023)
- 29. September: Joe Hughes, US-amerikanischer Blues-Gitarrist († 2003)

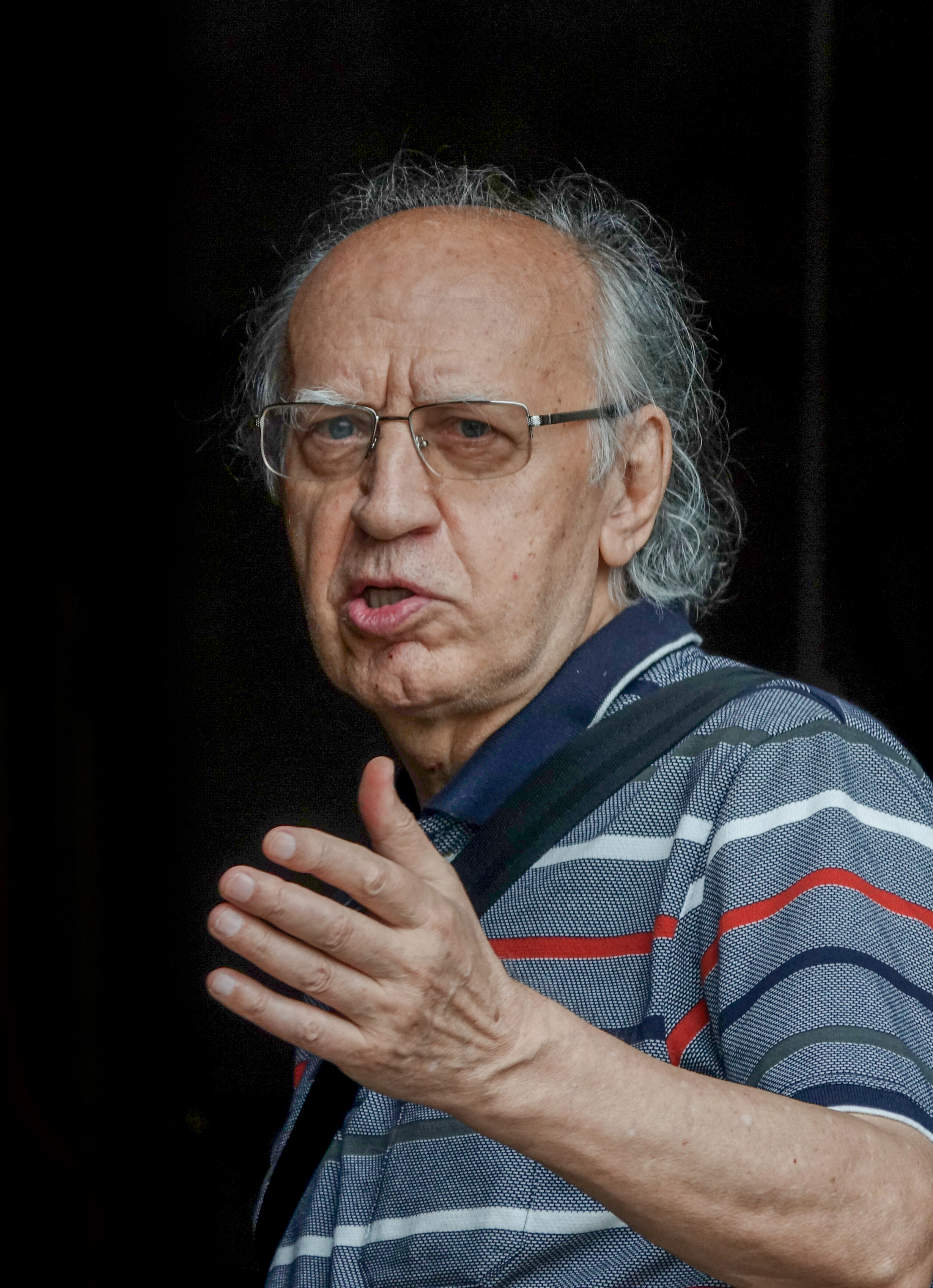
Walentyn Sylwestrow; * 30. September

- 30. September: Walentyn Sylwestrow, ukrainischer Komponist

### Oktober

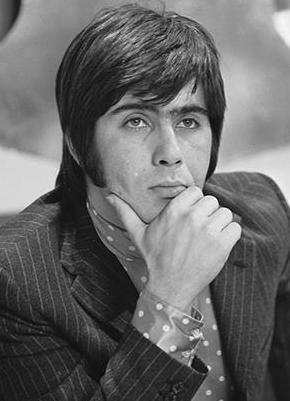
Abi Ofarim; * 5. Oktober

- 02. Oktober: Bill Huntington, US-amerikanischer Jazzmusiker (Kontrabass, zunächst Banjo; weitere Instrumente)
- 05. Oktober: Abi Ofarim, israelischer Sänger († 2018)
- 06. Oktober: Harry Jeske, deutscher Bassgitarrist, Gitarrist und Komponist († 2020)
- 06. Oktober: Hōzan Yamamoto, japanischer Shakuhachispieler, Komponist und Hochschullehrer († 2014)
- 08. Oktober: Christian Jürgen Süss, deutscher Dirigent († 2018)
- 09. Oktober: Eugen Jegorov, tschechischer Schauspieler und Jazzmusiker († 1997)
- 10. Oktober: Romen Dawtjan, armenischer Komponist und Hochschullehrer († 2020)
- 13. Oktober: Loris Tjeknavorian, iranisch-armenischer Dirigent und Komponist
- 14. Oktober: Wolf Baki, deutscher Tanzmusikkomponist
- 14. Oktober: Emmy Henz-Diémand, Schweizer Pianistin († 2017)
- 14. Oktober: Erich Offierowski, deutscher Komponist und Texter von Schlagerliedern († 2019)
- 15. Oktober: Ivo Ingram Beikircher, italienischer Sänger, Komponist und Schriftsteller († 2022)
- 15. Oktober: Linda Lavin, US-amerikanische Sängerin und Schauspielerin († 2024)
- 16. Oktober: Eduard Moissejewitsch Schafranski, russischer klassischer Gitarrist und Komponist († 2005)
- 19. Oktober: Jonas Gwangwa, südafrikanischer Musiker (Posaune, Arrangement) († 2021)
- 20. Oktober: Wanda Jackson, US-amerikanische Rockabilly- und Country-Sängerin
- 22. Oktober: José Larralde, argentinischer Liedermacher
- 22. Oktober: Manos Loïzos, griechischer Komponist († 1982)
- 22. Oktober: Tadeáš Salva, tschechischer Komponist († 1995)
- 28. Oktober: Graham Bond, englischer Jazz- und Blues-Musiker († 1974)
- 29. Oktober: Michael Ponti, US-amerikanischer Pianist († 2022)
- 31. Oktober: Gerold Amann, österreichischer Komponist
- 31. Oktober: Tom Paxton, US-amerikanischer Folksänger, Songwriter und Kinderbuchautor

### November
- 01. November: Masahiko Yuh, japanischer Jazz-Produzent und Autor († 2023)
- 04. November: Werner Aderhold, deutscher Musikwissenschaftler († 2021)
- 05. November: Mihai Moldovan, rumänischer Komponist († 1981)
- 06. November: Walter Yonsky, argentinischer Tangosänger († 2002)
- 07. November: Alberto Grau, venezolanischer Komponist, Dirigent und Musikpädagoge
- 10. November: Martin Fuhrmann, deutscher Opernsänger († 2023)

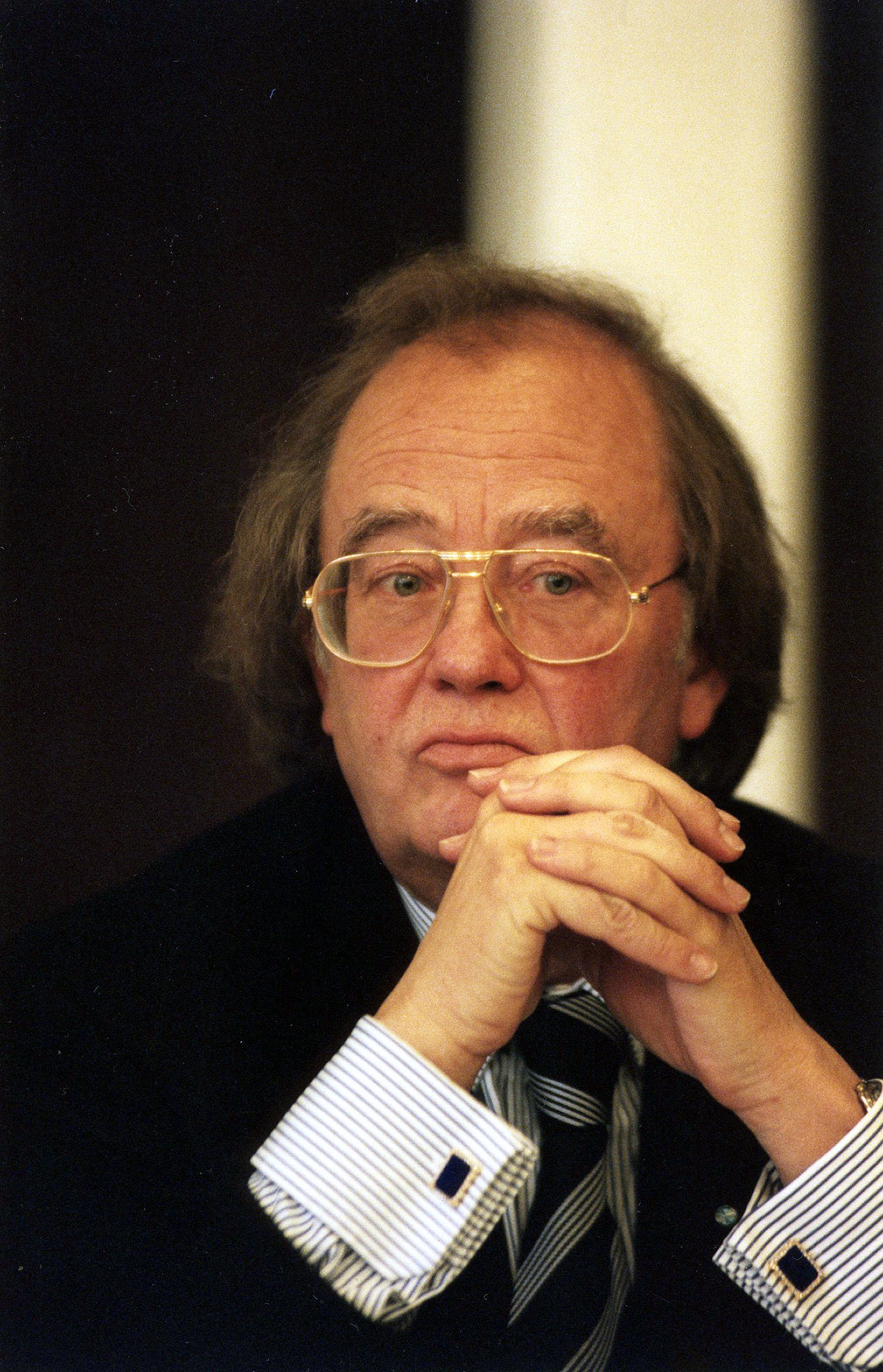
Rene Kollo; * 20. November

- 20. November: René Kollo, deutscher Tenor (Kammersänger)
- 20. November: Ruth Laredo, US-amerikanische Pianistin († 2005)
- 22. November: Theophil Antonicek, österreichischer Musikwissenschafter († 2014)
- 22. November: Nikolai Kapustin, russisch-ukrainischer Komponist und Pianist († 2020)
- 26. November: Bob Babbitt, US-amerikanischer Bassist und Studiomusiker († 2012)
- 30. November: Eduard Artemjew, russischer Komponist der Filmmusik († 2022)
- 30. November: Seán Dunphy, irischer Sänger († 2011)
- 30. November: Heloísa Maria Buarque de Hollanda, brasilianische Sängerin und Komponistin († 2018)
- 30. November: Frank Ifield, britischer Popsänger († 2024)
- 30. November: Monica Nielsen, schwedische Schauspielerin und Sängerin († 2025)

### Dezember
- 05. Dezember: Heinz Ahrens, deutscher Musiker, Gitarrist, Arrangeur und Komponist sowie Buchautor
- 07. Dezember: Peter Vujica, österreichischer Musikkritiker, Kulturredakteur, Komponist und Autor († 2013)
- 08. Dezember: Rhodes Spedale, US-amerikanischer Jazzmusiker († 2022)
- 08. Dezember: Erich Syri, deutscher Kammersänger († 2022)
- 08. Dezember: Margot Werner, österreichische Balletteuse und Chansonsängerin († 2012)
- 09. Dezember: Herbert Hechtel, deutscher Komponist († 2014)
- 10. Dezember: Karl-Heinz Schönefeld, deutscher Orgelbauer († 2021)
- 11. Dezember: Beegie Adair, US-amerikanische Jazzpianistin († 2022)
- 11. Dezember: M. Chandrasekaran, indischer Geiger und Sänger
- 11. Dezember: Aliza Kezeradze, georgische Pianistin († 1996)

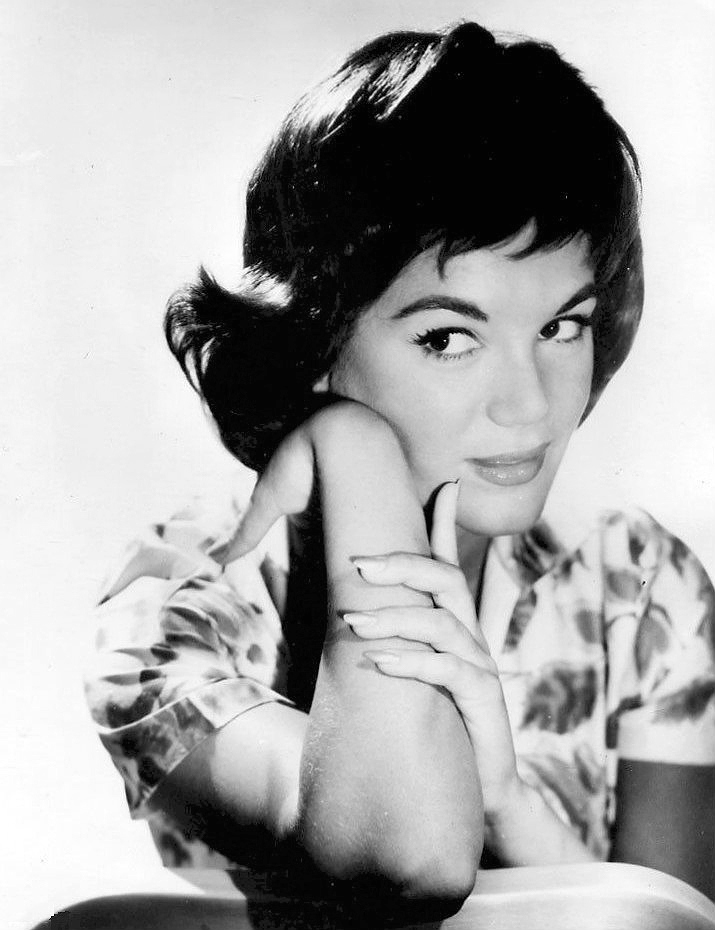
Connie Francis; * 12. Dezember

- 12. Dezember: Connie Francis, US-amerikanische Sängerin († 2025)
- 16. Dezember: Joe Farrell, US-amerikanischer Jazzmusiker († 1986)
- 16. Dezember: Phil Kelly, US-amerikanischer Komponist und Arrangeur († 2023)
- 23. Dezember: Jimmy Van Eaton, US-amerikanischer Schlagzeuger († 2024)

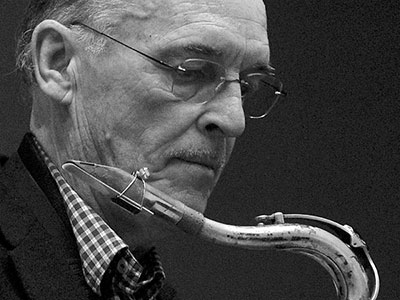
Bernt Rosengren; * 24. Dezember

- 24. Dezember: Bernt Rosengren, schwedischer Jazz-Tenor-Saxophonist und Flötist († 2023)
- 29. Dezember: Dieter Thomas Heck, deutscher Schlagersänger, Moderator, Schauspieler, Showmaster, Produzent und Entertainer († 2018)
- 30. Dezember: John Hartford, US-amerikanischer Songwriter († 2001)
- 31. Dezember: Morton Achter, US-amerikanischer Musikwissenschaftler, Musikpädagoge, Dirigent und Komponist
- 31. Dezember: Alvis Wayne, US-amerikanischer Rockabilly-Sänger († 2013)

### Genaues Geburtsdatum unbekannt
- Sylvia Brigham Dimiziani, US-amerikanische Sängerin
- Peter Buck, deutscher Cellist († 2024)
- Ethna Campbell, britische Fernsehpersönlichkeit und Sängerin († 2011)
- Ted Casher, US-amerikanischer Jazzmusiker († 2023)
- Tsheten Drölma, tibetische Sängerin
- Peter Hoch, deutscher Musikpädagoge und Komponist
- Vinnie Johnson, US-amerikanischer Jazz-Schlagzeuger († 2012)
- Mary Ann Joyce-Walter, US-amerikanische Komponistin und Musikpädagogin
- Brij Bhushan Kabra, indischer Gitarrist († 2018)
- Jacobus Kloppers, südafrikanischer Organist und Musikwissenschaftler
- W. A. Mathieu, US-amerikanischer Komponist, Pianist, Musikpädagoge und Chorleiter
- Farhad Mechkat, iranischer Dirigent
- Karl-Hermann Mrongovius, deutscher Pianist
- Si Perkoff, US-amerikanischer Jazzmusiker (Piano, Gesang)
- Ekkehard Richter, deutscher Kirchenmusikdirektor
- Tony Roberts, britischer Jazzmusiker
- Clarence Sharpe, US-amerikanischer Jazz-Saxophonist († 1990)
- Pee Wee Spitelera, US-amerikanischer Jazz- und Unterhaltungsmusiker († 1985)
- Jimmy Stayton, US-amerikanischer Rockabilly-Musiker
- Sibyl Urbancic, österreichisch-isländische Musikerin, Feldenkraispädagogin, Journalistin und Übersetzerin
- Arie Vardi, israelischer klassischer Pianist, Dirigent und Musikpädagoge
- Cirilo Vila Castro, chilenischer Dirigent, Komponist und Pianist († 2015)
- Michelangelo Zurletti, italienischer Musikkritiker, Dirigent und Musikpädagoge

### Geboren um 1937
- Dick Scott, US-amerikanischer Jazzmusiker

## Gestorben

### Januar bis März
- 05. Januar: Sofie Röhr-Brajnin, polnisch-deutsche Opernsängerin (Sopran) (* 1861)
- 16. Januar: Willy Bredschneider, österreichischer Komponist und Dirigent (* 1889)
- 24. Januar: Karl Wüstefeld, deutscher Organist, Chorleiter und Heimatforscher (* 1857)
- 07. Februar: Anna Jäger, österreichisch-deutsche Opernsängerin (Sopran) (* 1862)
- 09. Februar: Carl Krebs, deutscher Musikhistoriker und Musikkritiker (* 1857)
- 10. Februar: Max Gießwein, deutscher Sänger (* 1864)
- 22. Februar: Susanne Pilz, österreichische Pianistin, Klavierlehrerin und Sängerin (* 1862)
- 26. Februar: Alfred Remy, US-amerikanischer Musikschriftsteller und Komponist deutscher Herkunft (* 1870)
- 01. März: Paul Scheinpflug, deutscher Komponist und Dirigent (* 1875)
- 12. März: Jenő Hubay, ungarischer Komponist und Violinvirtuose (* 1858)
- 12. März: Charles-Marie Widor, französischer Organist, Komponist und Lehrer (* 1844)
- 22. März: Thorvald Aagaard, dänischer Organist und Komponist und Lehrer (* 1877)
- 15. März: Ward Pinkett, US-amerikanischer Jazztrompeter (* 1906)

### April bis Juni

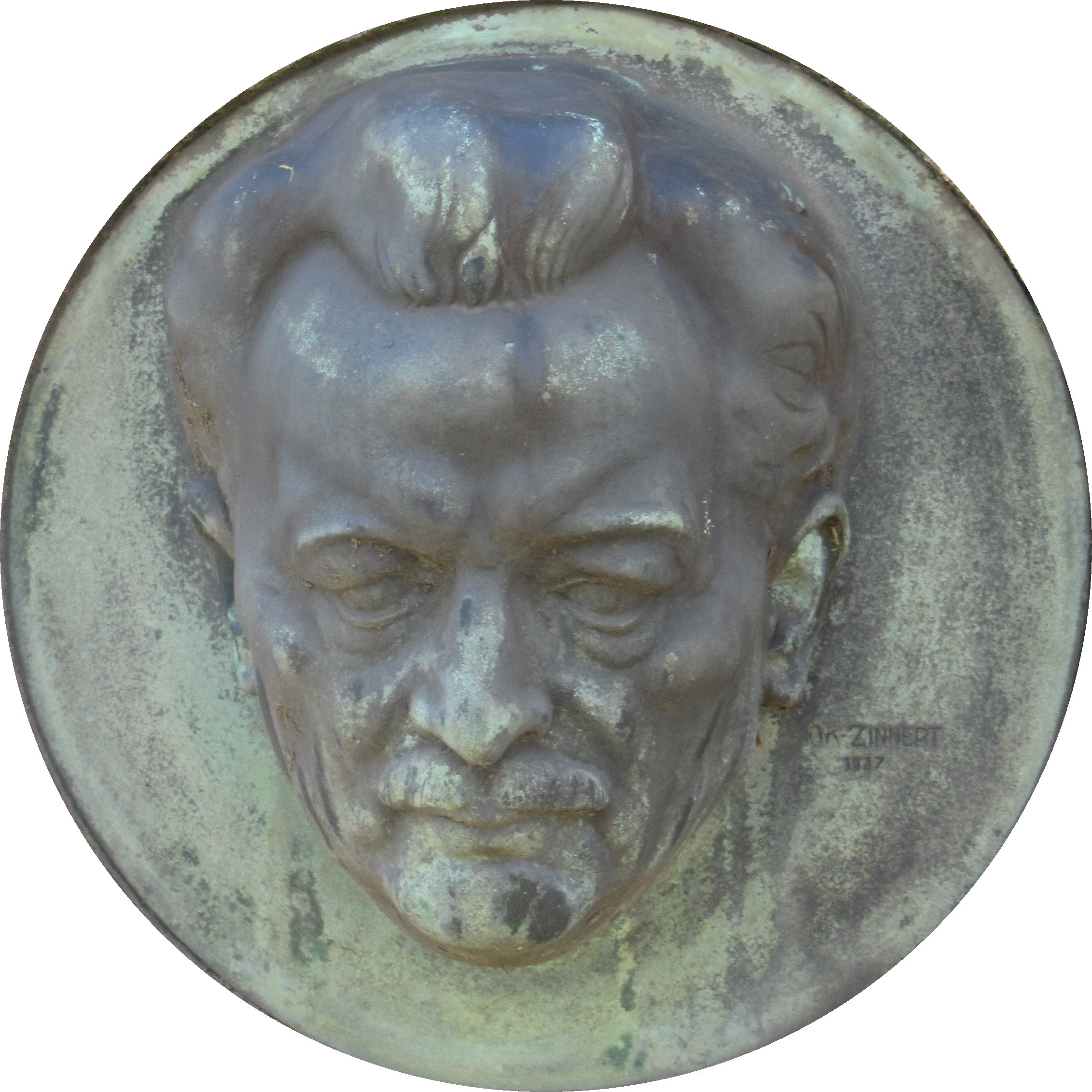
Paul Gläsers Grabsteinbüste auf dem Großenhainer Friedhof

- 04. April: Paul Gläser, deutscher Kirchenmusiker, Komponist und Kirchenmusikdirektor (* 1871)
- 05. April: Amédée-Louis Hettich, französischer Dichter, Sänger, Journalist, Komponist, Musikprofessor, Hochschullehrer, Dozent und Musikpädagoge (* 1856)
- 06. April: Gabriele Wietrowetz, im Kaisertum Österreich gebürtige Violinistin (* 1866)
- 08. April: Arthur Foote, US-amerikanischer Komponist (* 1853)
- 10./15. April: Heinrich Platzbecker, deutscher Komponist und Organist (* 1860)
- 29. April: Anton Günther, Volksdichter und Sänger des Erzgebirges (* 1876)
- 02. Mai: José Ricardo, argentinischer Tangogitarrist und -komponist (* 1888)
- 04. Mai: Gina Oselio, norwegische Opernsängerin (* 1858)
- 06. Mai: Sam Franko, US-amerikanischer Violinist und Musikpädagoge (* 1857)
- 07. Mai: Alfonso de Silva, peruanischer Komponist (* 1903)
- 11. Mai: Viliam Figuš-Bystrý, slowakischer Komponist (* 1875)
- 02. Juni: Louis Vierne, französischer Komponist und Organist (* 1870)
- 07. Juni: Hugo Röhr, deutscher Komponist (* 1866)
- 11. Juni: José María Lacalle, spanischer Komponist (* 1860)
- 17. Juni: Alfred Goltz, deutscher Opernsänger (* 1877)
- 22. Juni: Friedrich Hindenlang, deutscher evangelischer Pfarrer, Kirchenrat, Kirchenlieddichter und Autor (* 1867)

### Juli bis September

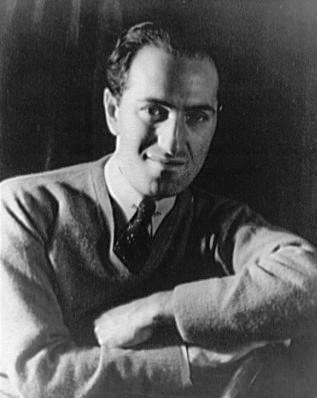
George Gershwin, 1937

- 11. Juli: George Gershwin, US-amerikanischer Komponist (* 1898)
- 17. Juli: Gabriel Pierné, französischer Komponist (* 1863)
- 11. August: Stéphan Elmas, türkisch-armenischer Komponist und Pianist (* 1864)
- 23. August: Albert Roussel, französischer Komponist (* 1869)
- 06. September: Henry Kimball Hadley, US-amerikanischer Komponist (* 1871)
- 26. September: Rudolf Ameseder, österreichischer Kunsthistoriker, Komponist und Philosoph (* 1877)
- 26. September: Bessie Smith, US-amerikanische Musikerin (* 1894)

### Oktober bis Dezember
- 09. Oktober: Julianus Marie August de Boeck, belgischer Komponist, Organist und Musiklehrer (* 1865)
- 11. Oktober: Sebastian Wieser, deutscher römisch-katholischer Geistlicher, Liedtexter und Autor (* 1879)
- 19. Oktober: Clotilde Milanollo, deutsche Violinistin und Musikpädagogin italienischer Herkunft (* 1864)
- 22. Oktober: Frank Damrosch, deutsch-amerikanischer Dirigent und Musikerzieher (* 1859)
- 23. Oktober: Carl Geppert, böhmisch-österreichischer Film- und Bühnenschauspieler sowie Sänger und Filmproduzent (* 1883)
- 27. Oktober: Abdul Karim Khan, klassischer indischer Sänger (* 1872)
- 04. November: Jenny Korb, österreichische Opernsängerin (* 1869)
- 07. November: Nils Larsen, norwegischer Pianist, Klavierkomponist und Musikpädagoge (* 1888)
- 08. November: Francis de Croisset, belgisch-französischer Dichter und Schriftsteller (* 1877)
- 11. November: Felice Carena, italienischer Komponist (* 1885)
- 11. November: Jerzy Gablenz, polnischer Komponist (* 1888)

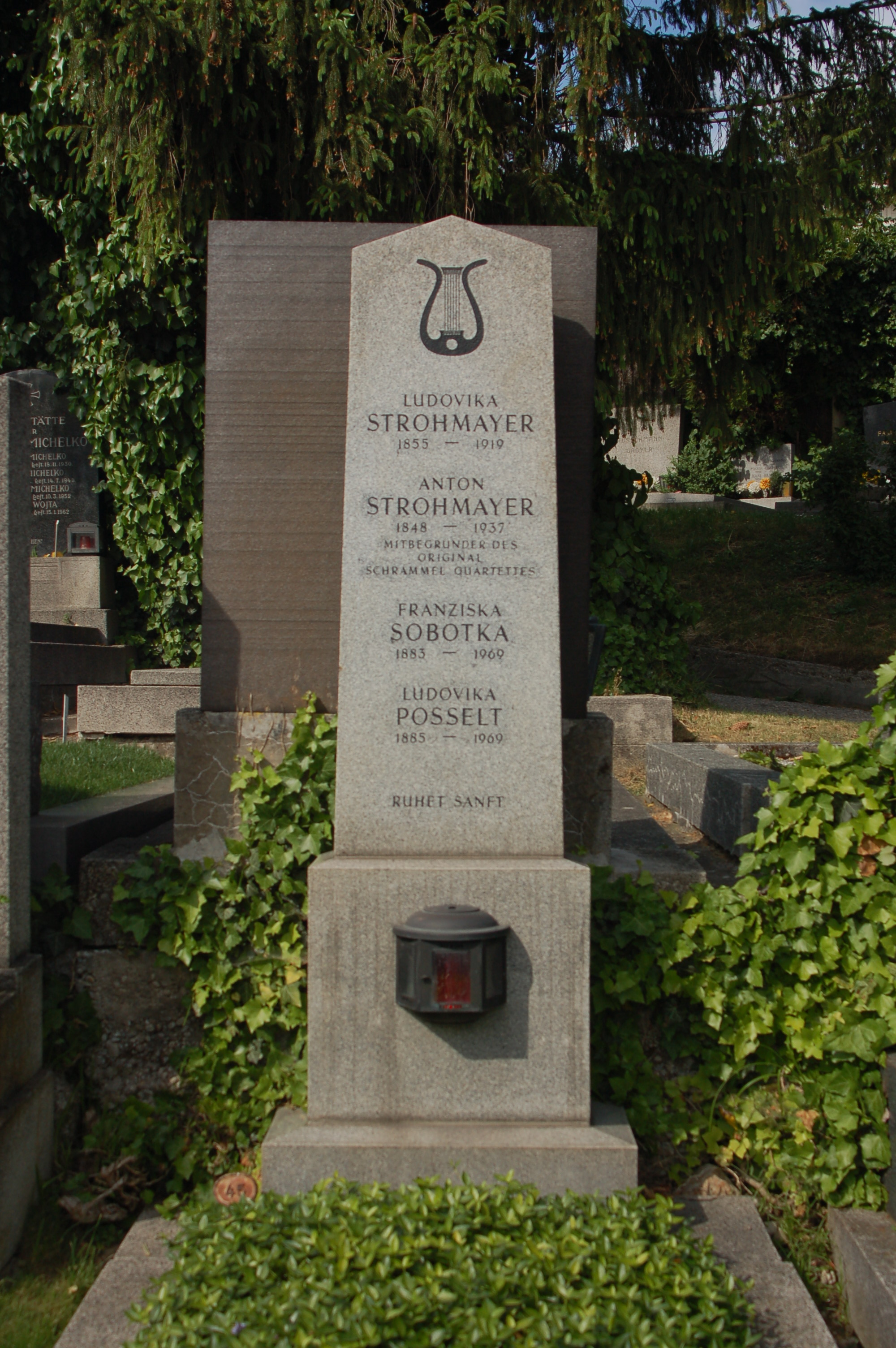
Grabmal Anton Strohmayers am Dornbacher Friedhof in Wien

- 12. November: Paul Fauchet, französischer Organist und Komponist (* 1881)
- 21. November: Meliton Balantschiwadse, georgischer Komponist und Volksliedsammler (* 1863)
- 21. November: Henri Cain, französischer Librettist und Maler (* 1857)
- 25. November: Carl Frühling, österreichischer Komponist und Pianist (* 1868)
- 02. Dezember: Joe Smith, US-amerikanischer Jazz-Trompeter (* 1902)
- 03. Dezember: Johann Josef Mertel, österreichischer Orgelbauer (* 1873)
- 20. Dezember: Anton Strohmayer, österreichischer Musiker, Mitglied des Schrammel-Quartetts (* 1848)
- 28. Dezember: Maurice Ravel, französischer Komponist (* 1875)

### Genaues Todesdatum unbekannt
- Clarence Eddy, US-amerikanischer Organist und Komponist (* 1851)
- Jim Jackson, US-amerikanischer Blues-Sänger und Gitarrist (* um 1884 oder 1890)
- Irina Jakowlewna Konschina, US-amerikanische bzw. russische bzw. sowjetische Mezzosopranistin, Opernsängerin und Gesangspädagogin (* 1867)
- Woldemar Runge, deutscher Schauspieler, Opernsänger, Regisseur und Intendant (* 1868)